# Diócesis de Jammu-Srinagar
La diócesis de Jammu-Srinagar (en latín: Dioecesis Iammuensis-Srinagarensis, en inglés: Roman Catholic Diocese of Jammu–Srinagar y en hindi: जम्मू श्रीनगर के सूबा) es una circunscripción eclesiástica de la Iglesia católica en India. Se trata de una diócesis latina, sufragánea de la arquidiócesis de Delhi. Desde el 3 de diciembre de 2014 su obispo es Ivan Pereira.

## Territorio y organización
La diócesis tiene 222 236 km² y extiende su jurisdicción sobre los fieles católicos de rito latino residentes en los territorios de la unión de Jammu y Cachemira y de Ladakh. De acuerdo a la interpretación de la diócesis, su territorio comprende toda el área reclamada por India del antiguo principado de Jammu y Cachemira. Sin embargo, los territorios controlados por Pakistán son de hecho parte de la diócesis de Islamabad-Rawalpindi.
La sede de la diócesis se encuentra en la ciudad de Acantonamiento Jammu, en donde se halla la Catedral de Santa María. 
En 2021 en la diócesis existían 42 parroquias.

## Historia
La prefectura apostólica de Kafiristán y Cachemira fue erigida a partir de la diócesis de Lahore en 1887. Fue confiada a la Sociedad Misionera de San José de Mill Hill e incluía Rawalpindi, Cachemira y Ladakh. La región de Jammu siguió siendo parte de la diócesis de Lahore y fue confiada a los capuchinos.
El 15 de agosto de 1947 el Raj británico llegó a su fin con la creación de dos naciones: India y Pakistán. Cada uno de los estados principescos indios se unieron a uno de los dos nuevos países: la Unión de India o el Dominio de Pakistán. Jammu y Cachemira tenía una población predominantemente musulmana, pero un gobernante hindú. Su gobernante era el maharajá Hari Singh, quien prefería seguir siendo independiente y trató de evitar la presión sobre él por parte de India y Pakistán y no decidió a qué circunscripción unirse. En octubre de 1947 las tribus pakistaníes de Dir entraron a Cachemira con la esperanza de liberarla del dominio dogra. Las fuerzas estatales no fueron capaces de resistir la invasión y el maharajá firmó el instrumento de anexión que fue aceptado por el Gobierno de la India el 27 de octubre de 1947, iniciándose la guerra indo-pakistaní de 1947. Tras el acuerdo de alto el fuego de 1949 con India, el gobierno de Pakistán dividió las partes norte y oeste de Cachemira que controlaba en el momento del alto el fuego en dos entidades políticas controladas por separado: Azad Cachemira y las Áreas del Norte (que en 2009 pasaron a ser Gilgit-Baltistán).
La prefectura apostólica de Cachemira y Jammu fue erigida sobre todo el territorio en disputa el 17 de enero de 1952 con la bula Aptiori christifidelium del papa Pío XII separando territorio de las diócesis de Rawalpindi (hoy diócesis de Islamabad-Rawalpindi) y de Lahore (hoy arquidiócesis de Lahore). Fue confiada a la Sociedad Misionera de San José de Mill Hill. En 1954 se formó el estado de Jammu y Cachemira con las partes dominadas por India, pero con la reclamación de todo el territorio en disputa.
En 1962 se produjo la guerra sino-india por la cual China quedó con el control sobre Aksai Chin, parte de la región de Jammu y Cachemira. El 3 de marzo de 1963 fue cedida por Pakistán a China otra parte del territorio, el valle Shaksgam. En 1965 se produjo una nueva guerra indo-pakistaní, retirándose luego a sus posiciones previas. En la guerra indo-pakistaní de 1971 ambas partes capturaron territorio en Jammu y Cachemira y el Acuerdo de Simla del 3 de julio de 1972 estableció la Línea de control que divide los territorios ocupados por ambos países.
El 4 de mayo de 1968 asumió el nombre de prefectura apostólica de Jammu y Cachemira, invirtiendo el nombre. En 1978 pasó a los capuchinos indios de Kerala.
El 10 de marzo de 1986, en virtud de la bula Qui Sanctissimi Numinis del papa Juan Pablo II, la prefectura apostólica fue elevada al rango de diócesis y tomó su nombre actual. En el mismo año, la catedral se trasladó de la iglesia de la Sagrada Familia de Srinagar a la iglesia de Santa María en el área de la ciudad de Jammu. Asimismo, la residencia del obispo también se trasladó de Srinagar a Jammu.

## Estadísticas
Según el Anuario Pontificio 2022 la diócesis tenía a fines de 2021 un total de 8046 fieles bautizados.
| Año                                                                             | Población | Población  | Población      | Sacerdotes | Sacerdotes | Sacerdotes | Católicos por sacerdote | Diáconos permanentes | Religiosos | Religiosos | Parroquias y cuasiparroquias |
| Año                                                                             | Católicos | Total      | % de católicos | Total      | Diocesanos | Regulares  | Católicos por sacerdote | Diáconos permanentes | Masculinos | Femeninos  | Parroquias y cuasiparroquias |
| ------------------------------------------------------------------------------- | --------- | ---------- | -------------- | ---------- | ---------- | ---------- | ----------------------- | -------------------- | ---------- | ---------- | ---------------------------- |
| 1970                                                                            | 2450      | 3 560 976  | 0.1            | 10         |            | 10         | 245                     |                      | 10         | 42         |                              |
| 1980                                                                            | 2274      | 5 027 000  | 0.0            | 15         | 2          | 13         | 151                     |                      | 14         | 55         |                              |
| 1990                                                                            | 5600      | 6 363 500  | 0.1            | 22         | 5          | 17         | 254                     |                      | 21         | 108        | 29                           |
| 1999                                                                            | 14 600    | 9 200 000  | 0.2            | 47         | 19         | 28         | 310                     | 1                    | 32         | 182        | 29                           |
| 2000                                                                            | 15 021    | 9 200 000  | 0.2            | 44         | 21         | 23         | 341                     | 1                    | 27         | 174        | 29                           |
| 2001                                                                            | 15 200    | 9 300 000  | 0.2            | 51         | 23         | 28         | 298                     | 1                    | 32         | 182        | 34                           |
| 2002                                                                            | 15 454    | 9 400 000  | 0.2            | 44         | 24         | 20         | 351                     | 1                    | 20         | 198        | 38                           |
| 2003                                                                            | 15 875    | 10 069 917 | 0.2            | 45         | 25         | 20         | 352                     | 1                    | 20         | 200        | 38                           |
| 2004                                                                            | 16 000    | 10 075 000 | 0.2            | 48         | 28         | 20         | 333                     | 1                    | 20         | 180        | 38                           |
| 2006                                                                            | 16 260    | 10 130 000 | 0.2            | 43         | 30         | 13         | 378                     | 1                    | 13         | 185        | 28                           |
| 2013                                                                            | 18 161    | 13 849 892 | 0.1            | 61         | 42         | 19         | 297                     | 1                    | 19         | 195        | 42                           |
| 2016                                                                            | 6500      | 12 548 926 | 0.1            | 56         | 38         | 18         | 116                     |                      | 18         | 193        | 42                           |
| 2019                                                                            | 7950      | 13 384 000 | 0.1            | 65         | 43         | 22         | 122                     |                      | 22         | 203        | 42                           |
| 2021                                                                            | 8046      | 13 665 590 | 0.1            | 76         | 53         | 23         | 105                     |                      | 23         | 208        | 42                           |
| Fuente: Catholic-Hierarchy, que a su vez toma los datos del Anuario Pontificio. |           |            |                |            |            |            |                         |                      |            |            |                              |

## Episcopologio
- George Shanks, M.H.M. † (30 de mayo de 1952-13 de diciembre de 1962 falleció)
- John Boerkamp, M.H.M. † (10 de julio de 1963-1978 renunció)
- Hippolytus Anthony Kunnunkal, O.F.M.Cap. † (11 de noviembre de 1978-3 de abril de 1998 retirado)
- Peter Celestine Elampassery, O.F.M.Cap. † (3 de abril de 1998-3 de diciembre de 2014 retirado)
- Ivan Pereira, desde el 3 de diciembre de 2014